# Akunnat

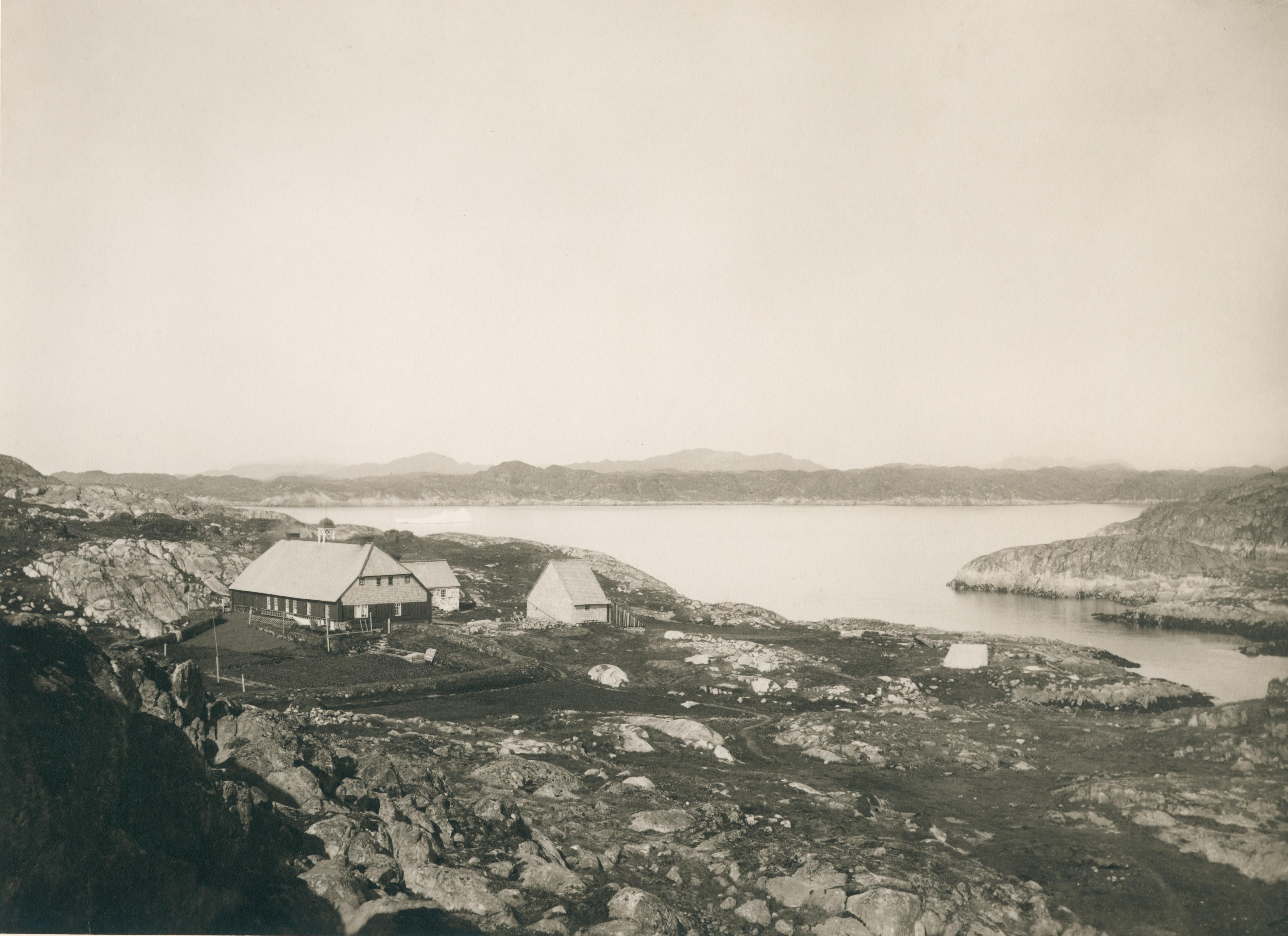
Lichtenfels (c.1900)

Akunnak, tidigare känd som Lichtenfels, är en tidigare ort utanför Grönlands västra kust, vid mynningen av Fiskfjorden, 130 kilometer syssydöst om Nuuk.
Brödraförsamlingen grundade här 1758 en missionsstation, som 1900 på grund av den herrnhutiska missionens upphörande överlämnades till danska kyrkan.